# Liste chemischer Fachzeitschriften
Die Liste chemischer Fachzeitschriften enthält eine Auswahl von Zeitschriften mit Fachartikeln aus dem Bereich der chemischen Forschung oder deren Zusammenfassungen; sie ist unterteilt in
- Aktuelle Zeitschriften (regelmäßig erscheinend)
- Früher erschienene Zeitschriften (Erscheinen eingestellt)

Eine vollständige Übersicht aller jemals erschienenen Chemiefachzeitschriften ist auf der Website der Royal Society of Chemistry verfügbar.

## Aktuelle Zeitschriften
| Journalname                                                                     | Abkürzung                                 | Erstausgabe | Verlag                                                  | Impact factor                                                   |
| ------------------------------------------------------------------------------- | ----------------------------------------- | ----------- | ------------------------------------------------------- | --------------------------------------------------------------- |
| Accounts of Chemical Research                                                   | Acc. Chem. Res.                           | 1968        | American Chemical Society                               | 22,384 (2020)                                                   |
| Acta Crystallographica A–F                                                      | Acta Cryst.                               | 1948        | IUCr                                                    | A: 2,325 (2020) C: 1,172 (2020) D: 7,652 (2020) F: 1,056 (2020) |
| Advanced Synthesis & Catalysis                                                  | Adv. Synth. Catal.                        | 2001        | Wiley-VCH                                               | 5,837 (2020)                                                    |
| ACS Nano                                                                        |                                           | 2007        | American Chemical Society                               | 15,881 (2020)                                                   |
| ACS Omega                                                                       |                                           | 2016        | American Chemical Society                               | 3,512 (2020)                                                    |
| ACS Sustainable Chemistry & Engineering                                         | ACS Sustainable Chem. Eng.                | 2013        | American Chemical Society                               | 8,198 (2020)                                                    |
| Acta Pharmacologica Sinica                                                      | Acta Pharmacol. Sin.                      | 1980        | Acta Pharmacologica Sinica Nature Publishing Group      | 6,150 (2020)                                                    |
| Advanced Functional Materials                                                   | Adv. Funct. Mater.                        | 1992        | Wiley-VCH                                               | 18,808 (2020)                                                   |
| Advanced Materials                                                              | Adv. Mater.                               | 1989        | Wiley-VCH                                               | 30,849 (2020)                                                   |
| Advances in Heterocyclic Chemistry                                              |                                           | 1963        | Elsevier                                                |                                                                 |
| Aldrichimica Acta                                                               | Aldrichim. Acta                           | 1968        | Sigma-Aldrich                                           | 3,667 (2020)                                                    |
| American Mineralogist                                                           | Am. Mineral.                              | 1916        | Mineralogical Society of America                        | 3,003 (2020)                                                    |
| Analytical and Bioanalytical Chemistry                                          | Anal. Bioanal. Chem.                      | 1861        | Springer                                                | 4,142 (2020)                                                    |
| Analytical Biochemistry                                                         | Anal. Biochem.                            | 1960        | Elsevier                                                | 3,365 (2020)                                                    |
| Analytical Chemistry                                                            | Anal. Chem.                               | 1929        | American Chemical Society                               | 6,986 (2020)                                                    |
| Analytical Methods                                                              | Anal. Methods                             | 2009        | Royal Society of Chemistry                              | 2,896 (2020)                                                    |
| Analytica Chimica Acta                                                          | Anal. Chim. Acta                          | 1947        | Elsevier                                                | 6,558 (2020)                                                    |
| Angewandte Chemie                                                               | Angew. Chem.                              | 1887        | Wiley-VCH                                               | 12,959 (2019)                                                   |
| Angewandte Chemie International Edition                                         | Angew. Chem., Int. Ed.                    | 1962        | Wiley                                                   | 15,336 (2020)                                                   |
| Annales de Chimie                                                               | Ann. Chim.                                | 1789        | Lavoisier                                               | 0,235                                                           |
| Annual Review of Analytical Chemistry                                           | Annu. Rev. Anal. Chem.                    | 2008        | Annual Reviews                                          | 10,745 (2020)                                                   |
| Annual Review of Biochemistry                                                   | Annu. Rev. Biochem.                       | 1932        | Annual Reviews                                          | 23,643 (2020)                                                   |
| Applied Radiation and Isotopes                                                  | Appl. Radiat. Isotopes                    | 1956        | Elsevier                                                | 1,513 (2020)                                                    |
| Arabian Journal of Chemistry                                                    | Arab. J. Chem.                            | 2008        | Elsevier                                                | 5,165 (2020)                                                    |
| Archives of Biochemistry and Biophysics                                         | Arch. Biochem. Biophys.                   | 1942        | Elsevier                                                | 4,013 (2020)                                                    |
| Archives of Pharmacal Research                                                  | Arch. Pharmacal Res.                      | 1978        | Springer                                                | 4,946 (2020)                                                    |
| Archiv der Pharmazie                                                            | Arch. Pharm.                              | 1822        | Wiley                                                   | 3,751 (2020)                                                    |
| Australian Journal of Chemistry                                                 | Aust. J. Chem.                            | 1948        | CSIRO                                                   | 1,321 (2020)                                                    |
| Bioanalysis                                                                     |                                           | 2009        | Future Science                                          | 2,681 (2020)                                                    |
| Biochimica et Biophysica Acta                                                   | Biochim. Biophys. Acta                    | 1947        | Elsevier                                                | mehrere                                                         |
| Biochemical and Biophysical Research Communications                             | Biochem. Biophys. Res. Commun.            | 1959        | Elsevier                                                | 3,575 (2020)                                                    |
| Biochemical Journal                                                             | Biochem. J.                               | 1906        | Portland Press                                          | 3,857 (2020)                                                    |
| Biochemical Pharmacology                                                        | Biochem. Pharmacol.                       | 1958        | Elsevier                                                | 5,858 (2020)                                                    |
| Biochemical Society Transactions                                                | Biochem. Soc. Trans.                      | 1973        | Portland Press                                          | 5,407 (2020)                                                    |
| Biochemistry                                                                    | Biochemistry                              | 1962        | American Chemical Society                               | 3,162 (2020)                                                    |
| Bioconjugate Chemistry                                                          | Bioconjugate Chem.                        | 1990        | American Chemical Society                               | 4,774 (2020)                                                    |
| Biological Chemistry                                                            | Biolog. Chem.                             | 1877        | Verlag Walter de Gruyter                                | 3,915 (2020)                                                    |
| Biosensors & Bioelectronics                                                     | Biosens. Bioelectron.                     | 1985        | Elsevier                                                | 10,618 (2020)                                                   |
| Bulletin of the Chemical Society of Japan                                       | Bull. Chem. Soc. Jpn.                     | 1926        | Chemical Society of Japan                               | 5,488 (2020)                                                    |
| Canadian Journal of Chemistry                                                   | Can. J. Chem.                             | 1929        | NRC Research Press                                      | 1,118 (2020)                                                    |
| Carbohydrate Research                                                           | Carbohydr. Res.                           | 1965        | Elsevier                                                | 2,104 (2020)                                                    |
| Catalysis Letters                                                               | Catal. Lett.                              | 1988        | Springer                                                | 3,186 (2020)                                                    |
| Chemical Biology & Drug Design                                                  | Chem. Biol. Drug Des.                     | 2006        | Wiley                                                   | 2,817 (2020)                                                    |
| Chemical Communications                                                         | Chem. Comm.                               | 1965        | Royal Society of Chemistry                              | 6,222 (2020)                                                    |
| Chemical & Pharmaceutical Bulletin                                              | Chem. Pharm. Bull                         | 1953        | Japanische Pharmazeutische Gesellschaft                 | 1,645 (2020)                                                    |
| Chemical Research in Toxicology                                                 | Chem. Res. Toxicol.                       | 1988        | American Chemical Society                               | 3,739 (2020)                                                    |
| Chemical Reviews                                                                | Chem. Rev.                                | 1924        | American Chemical Society                               | 51,5 (2023)                                                     |
| Chemical Science                                                                | Chem. Sci.                                | 2010        | Royal Society of Chemistry                              | 9,825 (2020)                                                    |
| Chemical Society Reviews                                                        | Chem. Soc. Rev.                           | 1972        | Royal Society of Chemistry                              | 54,564 (2020)                                                   |
| Chemie (GÖCh)                                                                   |                                           |             |                                                         |                                                                 |
| Chemie in Labor und Biotechnik                                                  | CLV                                       | 1950        | Agentur & Verlag Rubikon                                |                                                                 |
| Chemie in unserer Zeit                                                          | Chem. unserer Zeit                        | 1967        | Wiley-VCH                                               | 0,473 (2020)                                                    |
| Chemie Ingenieur Technik                                                        | Chem.-Ing.-Tech.                          | 1928?       | Wiley-VCH                                               | 1,672 (2020)                                                    |
| Chemie-anlagen+verfahren                                                        | CAV                                       | 1967        | Konradin Mediengruppe                                   |                                                                 |
| Chemistry – A European Journal                                                  | Chem. Eur. J.                             | 1995        | Wiley-VCH                                               | 5,236 (2020)                                                    |
| Chemistry – An Asian Journal                                                    | Chem. Asian J.                            | 2006        | Wiley-VCH                                               | 4,568 (2020)                                                    |
| Chemistry & Industry                                                            | Chem. Ind.                                | 1950        | Society of Chemical Industry (SCI)                      | 0,161 (2020)                                                    |
| Chemistry Letters                                                               | Chem. Lett.                               | 1972        | Chemical Society of Japan                               | 1,389 (2020)                                                    |
| Chemistry of Heterocyclic Compounds                                             | Chem. Heterocycl. Compd.                  | 1965        | Springer Science+Business Media                         | 1,5 (2022)                                                      |
| Chemistry of Materials                                                          | Chem. Mater.                              | 1989        | American Chemical Society                               | 9,811 (2020)                                                    |
| ChemistryOpen                                                                   |                                           | 2012        | Wiley-VCH                                               | 2,911 (2020)                                                    |
| ChemistrySelect                                                                 |                                           | 2016        | Wiley-VCH                                               | 2,109 (2020)                                                    |
| Chemistry Today                                                                 |                                           | 1983        | TeknoScienze Srl. Publisher, Milan                      |                                                                 |
| Chemistry World                                                                 | Chem. World-UK                            | 2004        | Royal Society of Chemistry                              | 0,159 (2020)                                                    |
| ChemMedChem                                                                     | ChemMedChem                               | 2007        | Wiley                                                   | 3,446 (2020)                                                    |
| Chemosphere                                                                     | Chemosphere                               | 1972        | Elsevier                                                | 7,086 (2020)                                                    |
| Chemometrics and Intelligent Laboratory Systems                                 | Chemometrics Intell. Lab. Syst.           | 1986        | Elsevier                                                | 3,491 (2020)                                                    |
| ChemPlusChem                                                                    |                                           | 1929        | Wiley-VCH                                               | 2,863 (2020)                                                    |
| ChemSusChem                                                                     |                                           | 2008        | Wiley-VCH                                               | 8,928 (2020)                                                    |
| Chimia                                                                          | Chimia                                    |             |                                                         | 1,509 (2020)                                                    |
| Chinese Chemical Letters                                                        | Chin. Chem. Lett.                         | 1990        | Elsevier                                                | 6,779 (2020)                                                    |
| Chinese Journal of Catalysis                                                    | Chin. J. Catal.                           | 1980        | Science Press                                           | 8,271 (2020)                                                    |
| Comptes rendus de l’Académie des sciences                                       | Compt. Rend. Acad. Sci.                   |             |                                                         |                                                                 |
| Coordination Chemistry Reviews                                                  | Coord. Chem. Rev.                         |             |                                                         | 22,315 (2020)                                                   |
| Critical Reviews in Analytical Chemistry                                        | Crit. Rev. Anal. Chem.                    | 1970        | Taylor & Francis                                        | 6,535 (2020)                                                    |
| Croatica Chemica Acta                                                           | Croatica Chem. Acta                       | 1927        |                                                         | 0,887 (2020)                                                    |
| Crystal Growth & Design                                                         | Cryst. Growth Des.                        | 2001        | American Chemical Society                               | 4,076 (2020)                                                    |
| CrystEngComm                                                                    |                                           | 1999        | Royal Society of Chemistry                              | 3,545 (2020)                                                    |
| Current Organic Chemistry                                                       | Curr. Org. Chem.                          | 1997        | Bentham-Science                                         | 1,933 (2019)                                                    |
| Current Pharmaceutical Analysis                                                 | Curr. Pharm. Analysis                     | 2005        | Bentham-Science                                         | 0,890 (2020)                                                    |
| Dalton Transactions                                                             | Dalton Trans.                             | 1972        | Royal Society of Chemistry                              | 4,390 (2020)                                                    |
| Derwent Journal of Synthetic Methods                                            | Derwent J. Synth. Meth.                   | 1978        | Derwent Publications                                    |                                                                 |
| Dissolution Technologies                                                        | Dissolut. Technol.                        | 1994        | Dissolution Technologies                                | 0,978 (2020)                                                    |
| Drug and Chemical Toxicology                                                    | Drug Chem. Toxicol.                       | 1978        | Informa                                                 | 3,356 (2020)                                                    |
| Drug Research                                                                   | Drug Res.                                 | 1951        | Thieme                                                  |                                                                 |
| Drug Resistance Updates                                                         | Drug Resist. Update                       | 1998        | Elsevier                                                | 18,500 (2020)                                                   |
| Drug Testing and Analysis                                                       | Drug Test. Anal.                          | 2009        | Wiley-Blackwell                                         | 3,345 (2020)                                                    |
| Electroanalysis                                                                 |                                           | 1989        | Wiley-VCH                                               | 3,223 (2020)                                                    |
| Electrophoresis                                                                 |                                           | 1980        | Wiley                                                   | 3,535 (2020)                                                    |
| Energy and Environmental Science                                                |                                           | 2008        | Royal Society of Chemistry                              |                                                                 |
| Energy Technology                                                               |                                           | 2013        | Wiley-VCH                                               | 3,631 (2020)                                                    |
| Environmental Chemistry                                                         | Environ. Chem.                            | 2004        | CSIRO Publishing                                        | 3,088 (2020)                                                    |
| Environmental Science: Processes & Impacts                                      | Environ. Sci. Process. Impacts            | 1999        | Royal Society of Chemistry                              | 4,238 (2020)                                                    |
| Environmental Science & Technology                                              | Environ. Sci. Technol.                    | 1967        | American Chemical Society                               | 9,028 (2020)                                                    |
| Environmental Sciences Europe                                                   |                                           | 1989        | Springer                                                | 5,893 (2020)                                                    |
| Environmental Toxicology and Chemistry                                          | Environ. Toxicol. Chem.                   | 1982        | Wiley                                                   | 3,742 (2020)                                                    |
| European Journal of Hospital Pharmacy – Science and Practice                    | Eur. J. Hosp. Pharm. Sci. Pract.          | 2005        | BMJ-Group                                               | 1,652 (2020)                                                    |
| European Journal of Organic Chemistry                                           | Eur. J. Org. Chem.                        | 1998        | Wiley-VCH                                               | 3,021 (2020)                                                    |
| European Journal of Inorganic Chemistry                                         | Eur. J. Inorg. Chem.                      | 1998        | Wiley-VCH                                               | 2,524 (2020)                                                    |
| FEBS Journal                                                                    | FEBS J.                                   | 2005        | Wiley                                                   | 5,542 (2020)                                                    |
| FEBS Letters                                                                    | FEBS Lett.                                | 1968        | Elsevier                                                | 4,124 (2020)                                                    |
| Food Additives and Contaminants Part B – Surveillance                           | Food Addit. Contam. Part B – Surveill.    | 2008        | Taylor & Francis                                        | 3,4017 (2020)                                                   |
| Food and Chemical Toxicology                                                    | Food Chem. Toxicol.                       | 1963        | Elsevier                                                | 6,025 (2020)                                                    |
| Geochimica et Cosmochimica Acta                                                 | Geochim. Cosmochim. Acta                  | 1950        | Elsevier                                                | 5,010 (2020)                                                    |
| Green Chemistry                                                                 | Green Chem.                               | 1999        | Royal Society of Chemistry                              | 10,182 (2020)                                                   |
| Helvetica Chimica Acta                                                          | Helv. Chim. Acta                          | 1917        | Wiley                                                   | 2,164 (2020)                                                    |
| Heterocycles                                                                    | Heterocycles                              | 1973        | Elsevier                                                | 0,831 (2020)                                                    |
| Industrial & Engineering Chemistry Research                                     | Ind. Eng. Chem. Res.                      | 1970        | American Chemical Society                               | 3,764 (2020)                                                    |
| Inorganic Chemistry                                                             | Inorg. Chem.                              | 1962        | American Chemical Society                               | 5,165 (2020)                                                    |
| Inorganica Chimica Acta                                                         | Inorg. Chim. Acta                         | 1967        | Elsevier                                                | 2,545 (2020)                                                    |
| International Journal of Molecular Sciences                                     | Int J Mol Sci.                            | 2000        | MDPI, Basel (open access)                               | 5,924 (2020)                                                    |
| Israel Journal of Chemistry                                                     | Isr. J. Chem.                             | 1963        | Wiley-VCH                                               | 3,333 (2020)                                                    |
| JACS Au                                                                         |                                           | 2021        | American Chemical Society                               |                                                                 |
| Journal of Agricultural and Food Chemistry                                      | J. Agr. Food Chem.                        | 1953        | American Chemical Society                               | 5,279 (2020)                                                    |
| Journal of Alloys and Compounds                                                 |                                           | 1958        | Elsevier                                                | 5,316 (2020)                                                    |
| Journal of Analytical and Applied Pyrolysis                                     | J. Anal. Appl. Pyrolysis                  | 1979        | Elsevier                                                | 5,541 (2020)                                                    |
| Journal of Analytical Atomic Spectrometry                                       | J. Anal. At. Spectrom.                    | 1986        | Royal Society of Chemistry                              | 4,023 (2020)                                                    |
| Journal of Analytical Chemistry                                                 |                                           |             | Springer                                                | 1,069 (2020)                                                    |
| Journal of Analytical Toxicology                                                | J. Analyt. Toxicol.                       | 1977        | Oxford University Press                                 | 3,367 (2020)                                                    |
| Journal of Antibiotics                                                          | J. Antibiot.                              | 1947        | Nature Publishing Group                                 | 2,649 (2020)                                                    |
| Journal of Applied Crystallography                                              | J. Appl. Crystallogr.                     | 1968        | Wiley-Blackwell                                         | 3,304 (2020)                                                    |
| Journal of Biochemical and Molecular Toxicology                                 | J. Biochem. Mol. Toxicol.                 | 1986        | Wiley-Blackwell                                         | 3,652 (2020)                                                    |
| Journal of Biochemistry                                                         | J. Biochem.                               | 1922        | Oxford University Press                                 | 2,387 (2020)                                                    |
| Journal of Biological Chemistry                                                 | J. Biolog. Chem.                          | 1905        | American Society for Biochemistry and Molecular Biology | 5,157 (2020)                                                    |
| Journal of Biological Inorganic Chemistry                                       | J. Biol. Inorg. Chem.                     | 1996        | Springer-Verlag                                         | 3,358 (2020)                                                    |
| Journal of Biomolecular NMR                                                     | J. Biomol. NMR                            | 1991        | Springer-Verlag                                         | 2,835 (2020)                                                    |
| Journal of Biomolecular Screening                                               | J. Biomol. Screen.                        | 1996        | SAGE                                                    | 2,297 (2020)                                                    |
| Journal of Carbohydrate Chemistry                                               | J. Carbohydr. Chem.                       | 1982        | Taylor & Francis                                        | 1,667 (2020)                                                    |
| Journal of Catalysis                                                            | J. Catal.                                 | 1962        | Elsevier                                                | 7,920 (2020)                                                    |
| Journal of Chemical Crystallography                                             | J. Chem. Crystallogr.                     | 1971        | Springer Science+Business Media                         | 0,603 (2020)                                                    |
| Journal of Chemical Ecology                                                     | J. Chem. Ecol.                            | 1975        | Springer Science+Business Media                         | 2,239 (2013)                                                    |
| Journal of Chemical Education                                                   | J. Chem. Ed.                              | 1924        | American Chemical Society                               | 2,979 (2020)                                                    |
| Journal of Chemical & Engineering Data                                          | J. Chem. Eng. Data                        | 1950        | American Chemical Society                               | 2,694 (2020)                                                    |
| Journal of Chemical Technology and Biotechnology                                | J. Chem. Technol. Biot.                   | 1882        | Wiley                                                   |                                                                 |
| Journal of Chemical Physics                                                     | J. Chem. Phys.                            | 1933        | American Institute of Physics                           | 3,488 (2020)                                                    |
| Journal of Chemical Research                                                    | J. Chem. Res.                             | 1977        | Sage Journals                                           | 0,633 (2014)                                                    |
| Journal of Chemical Technology and Biotechnology                                | J. Chem. Tech. Biotechnol.                | 1951        | Wiley                                                   | 3,174 (2020)                                                    |
| Journal of Cheminformatics                                                      | J. Cheminformatics                        | 2009        | BioMed Central                                          | 5,514 (2020)                                                    |
| Journal of Chemometrics                                                         | J. Chemometr.                             | 1987        | Wiley-Blackwell                                         | 2,467 (2020)                                                    |
| Journal of Chromatography A                                                     | J. Chromatogr. A                          | 1958        | Elsevier                                                | 4,759 (2020)                                                    |
| Journal of Chromatography B                                                     | J. Chromatogr. B                          | 1958        | Elsevier                                                | 1,911 (2020)                                                    |
| Journal of Computational Chemistry                                              | J. Comp. Chem.                            | 1980        | Wiley                                                   | 3,376 (2020)                                                    |
| Journal of Controlled Release                                                   | J. Control. Release                       | 1984        | Elsevier                                                | 9,776 (2020)                                                    |
| Journal of Coordination Chemistry                                               | J. Coord. Chem.                           | 1971        | Taylor & Francis                                        | 1,751 (2020)                                                    |
| Journal of Electroanalytical Chemistry                                          | J. Electroanal. Chem.                     | 1959        | Elsevier                                                | 4,464 (2020)                                                    |
| Journal of Flow Chemistry                                                       | J. Flow Chem.                             | 2011        | Akadémiai Kiadó                                         | 2,786 (2020)                                                    |
| Journal of Fluorine Chemistry                                                   | J. Fluorine Chem.                         | 1971        | Elsevier                                                | 2,332 (2019)                                                    |
| Journal of Heterocyclic Chemistry                                               | J. Heterocyclic Chem.                     | 1964        | Wiley                                                   | 2,193 (2020)                                                    |
| Journal of Industrial and Engineering Chemistry                                 | J. Ind. Eng. Chem.                        | 1995        | Elsevier                                                | 6,064 (2020)                                                    |
| Journal of Inorganic Biochemistry                                               | J. Inorg. Biochem.                        | 1971        | Elsevier                                                | 4,155 (2020)                                                    |
| Journal of Mass Spectrometry                                                    | J. Mass. Spectrom.                        | 1968        | Wiley-Blackwell                                         | 1,982 (2020)                                                    |
| Journal of Medicinal Chemistry                                                  | J. Med. Chem.                             | 1959        | American Chemical Society                               | 7,446 (2020)                                                    |
| Journal of Molecular Modeling                                                   | J. Mol Model.                             | 1995        | Springer                                                | 1,810 (2020)                                                    |
| Journal of Natural Products                                                     | J. Nat. Prod.                             | 1938        | American Chemical Society                               | 4,050 (2020)                                                    |
| Journal of Organometallic Chemistry                                             | J. Organomet. Chem.                       | 1963        | Elsevier                                                | 2,369 (2020)                                                    |
| Journal of Peptide Science                                                      | J. Pept. Sci.                             | 1995        | Wiley                                                   | 1,905 (2020)                                                    |
| Journal of Pharmaceutical Sciences                                              | J. Pharm. Sci.                            | 1912        | Wiley-Blackwell                                         | 3,534 (2020)                                                    |
| Journal of Pharmaceutical and Biomedical Analysis                               | J. Pharm. Biomed. Anal.                   | 1983        | Elsevier                                                | 3,935 (2020)                                                    |
| Journal of Physical and Chemical Reference Data                                 | J. Phys. Chem. Ref. Data                  | 1972        | American Institute of Physics                           | 2,828 (2020)                                                    |
| Journal of Physics and Chemistry of Solids                                      | J. Phys. Chem. Solids                     | 1956        | Elsevier                                                | 3,995 (2020)                                                    |
| Journal of Polymer Science                                                      | J. Polym. Sci.                            | 1946        | Wiley                                                   |                                                                 |
| Journal of Proteome Research                                                    | J. Proteome Res.                          | 2002        | American Chemical Society                               | 4,466 (2020)                                                    |
| Journal of Research of the National Institute of Standards and Technology       | J. Research NBS                           | 1904        | National Institute of Standards and Technology          | 1,034 (2020)                                                    |
| Journal of Saudi Chemical Society                                               | J. Saudi Chem. Soc.                       | 1997        | Elsevier                                                | 3,932 (2020)                                                    |
| Journal of Separation Science                                                   | J. Sep. Sci.                              | 1978        | Wiley-VCH                                               | 3,345 (2020)                                                    |
| Journal of the American Chemical Society                                        | J. Am. Chem. Soc.                         | 1879        | American Chemical Society                               | 15,419 (2020)                                                   |
| Journal of the American Society for Mass Spectrometry                           | J. Am. Soc. Mass Spectrom.                | 1990        | Springer                                                | 3,109 (2020)                                                    |
| Journal of the Chinese Chemical Society                                         | J. Chin. Chem. Soc.                       | 1954        | Wiley-VCH                                               | 1,967 (2020)                                                    |
| Journal of the Electrochemical Society                                          | Trans. Electrochem. Soc.                  | 1902        | Electrochemical Society                                 | 4,316 (2020)                                                    |
| Journal of the Indian Chemical Society                                          | J. Ind. Chem. Soc.                        | 1924        | Indian Chemical Society                                 | 0,284 (2020)                                                    |
| Journal of Thermal Analysis and Calorimetry                                     | J. Therm. Anal. Calorim.                  | 1969        | Springer                                                | 4,626 (2020)                                                    |
| Lab on a Chip                                                                   | Lab. Chip                                 | 2001        | Royal Society of Chemistry                              | 6,799 (2020)                                                    |
| Langmuir                                                                        |                                           | 1985        | American Chemical Society                               | 3,882 (2020)                                                    |
| Macromolecular Chemistry and Physics                                            | Macromol. Chem. Phys.                     | 1947        | Wiley-VCH                                               | 2,527 (2020)                                                    |
| Macromolecular Rapid Communications                                             | Macromol. Rapid. Commun.                  | 1980        | Wiley-VCH                                               | 5,734 (2020)                                                    |
| Macromolecules                                                                  | Macromolecules                            | 1968        | American Chemical Society                               | 5,985 (2020)                                                    |
| Marine Chemistry                                                                | Mar. Chem.                                | 1972        | Elsevier                                                | 3,807 (2020)                                                    |
| Mendeleev Communications                                                        | Mendeleev Commun                          | 1991        | Elsevier                                                | 1,786 (2020)                                                    |
| Methods in Enzymology                                                           | Methods Enzymol.                          | 1955        | Elsevier                                                | 2,088 (2014)                                                    |
| Microchemical Journal                                                           | Microchem. J.                             | 1957        | Elsevier                                                | 4,821 (2020)                                                    |
| Microchimica Acta                                                               | Microchim. Acta                           | 1937        | Springer                                                | 5,833 (2020)                                                    |
| Molecular Crystals and Liquid Crystals                                          | Mol. Cryst. Liq. Cryst.                   | 1966        | Taylor & Francis                                        | 0,7 (2022)                                                      |
| Molecular Diversity                                                             | Mol. Divers.                              | 1995        | Springer                                                |                                                                 |
| Molecules                                                                       |                                           | 1996        | MDPI                                                    | 4,412 (2020)                                                    |
| Monatshefte für Chemie                                                          | Monatsh. Chem.                            | 1881        | Springer                                                | 1,451 (2020)                                                    |
| Nano Letters                                                                    | Nano Lett.                                | 2001        | American Chemical Society                               | 11,189 (2020)                                                   |
| Nano Today                                                                      |                                           | 2006        | Elsevier                                                | 20,722 (2020)                                                   |
| Nanoscale                                                                       |                                           | 2009        | Royal Society of Chemistry                              | 7,790 (2020)                                                    |
| Nature Catalysis                                                                | Nat. Cat.                                 | 2018        | Nature Research                                         | 41,813 (2020)                                                   |
| Nature Chemical Biology                                                         | Nat. Chem. Biol.                          | 2005        | NPG                                                     | 15,040 (2020)                                                   |
| Nature Chemistry                                                                | Nat. Chem.                                | 2009        | NPG                                                     | 24,427 (2020)                                                   |
| New Journal of Chemistry                                                        | New. J. Chem.                             | 1977        | Royal Society of Chemistry                              | 3,591 (2020)                                                    |
| Organic and Biomolecular Chemistry                                              | Org. Biomol. Chem.                        | 2003        | Royal Society of Chemistry                              | 3,876 (2020)                                                    |
| Organic Letters                                                                 | Org. Lett.                                | 1999        | American Chemical Society                               | 6,005 (2020)                                                    |
| Organic Process Research & Development                                          | Org. Process Res. Dev.                    | 1997        | American Chemical Society                               | 3,317 (2020)                                                    |
| Organic Syntheses                                                               | Org. Synth.                               | 1921        | Organic Syntheses Membership Corporation                | 1,607 (2020)                                                    |
| Organometallics                                                                 | Organometallics                           | 1982        | American Chemical Society                               | 3,876 (2020)                                                    |
| Österreichische Chemie Zeitschrift                                              | Österr. Chem. Z.                          | 1974        | Welkin Media Verlag                                     |                                                                 |
| Pest Management Science                                                         | Pest Manag. Sci.                          | 1970        | Wiley                                                   | 4,845 (2020)                                                    |
| Petroleum Chemistry (Neftekhimiya)                                              |                                           | 1961        |                                                         | 1,029 (2020)                                                    |
| Pharmaceutical Research                                                         | Pharm. Res.                               | 1984        | Springer                                                | 4,200 (2020)                                                    |
| Physical Chemistry Chemical Physics                                             | Phys. Chem. Chem. Phys.                   | 1999        | Royal Society of Chemistry                              | 3,676 (2020)                                                    |
| Phytochemical Analysis                                                          | Phytochem. Anal.                          | 1990        | Wiley-Blackwell                                         | 3,373 (2020)                                                    |
| Phytotherapy Research                                                           | Phytother. Res.                           | 1987        | Wiley                                                   | 5,882 (2020)                                                    |
| Die Pharmazie                                                                   |                                           | 1946        | Avoxa                                                   |                                                                 |
| Polyhedron                                                                      | Polyhedron                                | 1982        | Elsevier                                                | 3,052 (2020)                                                    |
| Proceedings of the National Academy of Sciences of the United States of America | Proc. Natl. Acad. Sci. USA                | 1915        | Akademie der Wissenschaften der Vereinigten Staaten     | 11,205 (2020)                                                   |
| Propellants Explosives Pyrotechnics                                             | Propellants Explos. Pyrotech.             | 1976        | Wiley-VCH                                               | 1,887 (2020)                                                    |
| Pure and Applied Chemistry                                                      | Pure Appl. Chem.                          | 1960        | Verlag Walter de Gruyter                                | 2,453 (2020)                                                    |
| Radiochimica Acta                                                               | Radiochim. Acta                           | 1963        | Oldenbourg Verlag                                       | 1,440 (2020)                                                    |
| Rapid Communications in Mass Spectrometry                                       | Rapid Commun. Mass Spectrom.              | 1987        | Wiley-Blackwell                                         | 2,419 (2020)                                                    |
| Research on Chemical Intermediates                                              | Res. Chem. Intermed.                      | 1973        | Springer Science+Business Media                         | 3,3 (2022)                                                      |
| Reviews in Inorganic Chemistry                                                  | Rev. Inorg. Chem.                         | 1979        | Walter de Gruyter-Verlag                                | 2,625 (2020)                                                    |
| RSC Advances                                                                    | RSC Adv.                                  | 2011        | Royal Society of Chemistry                              | 3,361 (2020)                                                    |
| Russian Chemical Bulletin                                                       | Russ. Chem. Bull.                         | 1936        | Springer                                                | 1,222 (2020)                                                    |
| Russian Chemical Reviews                                                        |                                           | 1932        | Russische Akademie der Wissenschaften                   | 6,926 (2020)                                                    |
| Russian Journal of Applied Chemistry                                            |                                           | 1928        | Springer Nature                                         | 0,850 (2020)                                                    |
| Russian Journal of Organic Chemistry                                            | Russ. J. Org. Chem.                       | 1965        | Springer                                                | 0,723 (2020)                                                    |
| SAR and QSAR in Environmental Research                                          | SAR QSAR Environ. Res.                    | 1993        | Taylor & Francis                                        | 3,000 (2020)                                                    |
| Science                                                                         | Science                                   | 1880        | AAAS                                                    | 47,728 (2020)                                                   |
| Science of Synthesis                                                            | Science of Synthesis                      |             |                                                         |                                                                 |
| Sensors                                                                         |                                           | 2001        | MDPI                                                    | 3,576 (2020)                                                    |
| Sensors and Actuators B: Chemical                                               | Sens Actuator B Chem                      | 1990        | Elsevier                                                | 7,460 (2020)                                                    |
| Separation and Purification Reviews                                             | Sep. Purif. Rev.                          | 1972        | Taylor & Francis                                        | 9,636 (2020)                                                    |
| Small                                                                           |                                           | 2005        | Wiley-VCH                                               | 13,281 (2020)                                                   |
| Spectrochimica Acta                                                             | Spectrochim. Acta                         | 1939        | Elsevier                                                |                                                                 |
| Structural Chemistry                                                            | Struct. Chem.                             | 1990        | Springer                                                | 1,887 (2020)                                                    |
| Synlett                                                                         | Synlett                                   | 1989        | Georg Thieme Verlag                                     | 2,454 (2020)                                                    |
| Synthetic Communications                                                        | Synth. Commun.                            | 1971        | Taylor & Francis                                        | 2,007 (2020)                                                    |
| Synthesis                                                                       | Synthesis                                 | 1968        | Georg Thieme Verlag                                     | 2,675 (2019)                                                    |
| Talanta                                                                         | Talanta                                   | 1958        | Elsevier                                                | 6,057 (2020)                                                    |
| Tetrahedron                                                                     | Tetrahedron                               | 1957        | Elsevier                                                | 2,457 (2020)                                                    |
| Tetrahedron Letters                                                             | Tetrahedron Lett.                         | 1959        | Elsevier                                                | 2,415 (2020)                                                    |
| The Analyst                                                                     |                                           | 1877        | Royal Society of Chemistry                              | 4,616 (2020)                                                    |
| The Chemical Record                                                             | Chem. Rec.                                | 2001        | Wiley-VCH                                               | 6,771 (2020)                                                    |
| The Journal of Chemical Thermodynamics                                          | J. Chem. Thermodyn.                       | 1969        | Elsevier                                                | 3,178 (2020)                                                    |
| The Journal of Organic Chemistry                                                | J. Org. Chem.                             | 1936        | American Chemical Society                               | 4,354 (2020)                                                    |
| The Journal of Physical Chemistry A                                             | J. Phys. Chem. A                          | 1997        | American Chemical Society                               | 2,781 (2020)                                                    |
| The Journal of Physical Chemistry B                                             | J. Phys. Chem. B                          | 1997        | American Chemical Society                               | 2,991 (2020)                                                    |
| The Journal of Physical Chemistry C                                             | J. Phys. Chem. C                          | 2007        | American Chemical Society                               | 4,126 (2020)                                                    |
| Thermochimica Acta                                                              | Thermochim. Acta                          | 1970        | Elsevier                                                | 3,115 (2020)                                                    |
| Topics in Current Chemistry                                                     | Top. Curr. Chem.                          | 1949        | Springer                                                | 9,060 (2020)                                                    |
| Trends in Analytical Chemistry                                                  | Trends Anal. Chem.                        | 1981        | Elsevier                                                | 9,801 (2019)                                                    |
| Trends in Biochemical Sciences                                                  | Trends Biochem. Sci.                      | 1976        | Cell Press                                              | 14,732 (2019)                                                   |
| Ultrasonics Sonochemistry                                                       | Ultrason. Sonochem.                       | 1994        | Elsevier                                                | 7,491 (2020)                                                    |
| Wiley Interdisciplinary Reviews: Computational Molecular Science                | Wiley Interdiscip. Rev.-Comput. Mol. Sci. | 2011        | Wiley-Blackwell                                         | 25,113 (2020)                                                   |
| Zeitschrift für Allgemeine Chemie                                               |                                           | 1931        | Nauka                                                   |                                                                 |
| Zeitschrift für anorganische und allgemeine Chemie                              | Z. anorg. allg. Chem.                     | 1892        | Wiley-VCH                                               | 1,240 (2019)                                                    |
| Zeitschrift für Naturforschung A                                                | Z. Naturforsch. A                         | 1946        | Verlag der Zeitschrift für Naturforschung               | 1,355 (2019)                                                    |
| Zeitschrift für Naturforschung B                                                | Z. Naturforsch. B                         | 1946        | Verlag der Zeitschrift für Naturforschung               | 0,839 (2019)                                                    |
| Zeitschrift für Naturforschung C                                                | Z. Naturforsch. C                         | 1946        | Verlag der Zeitschrift für Naturforschung               | 1,238 (2019)                                                    |
| Zeitschrift für Physikalische Chemie                                            | Z. Phys. Chem.                            | 1887        | Oldenbourg Verlag                                       | 2,030 (2019)                                                    |

1. ↑  Royal Society of Chemistry, Library and Information Centre: Periodicals Database
2. ↑  2020 Journal Citation Reports (2021)

## Früher erschienene Zeitschriften
| Journalname                                                                                     | Abkürzung                       | Erschienen von – bis    | Verlag                                         | aufgegangen in |
| ----------------------------------------------------------------------------------------------- | ------------------------------- | ----------------------- | ---------------------------------------------- | --- |
| ACS Combinatorial Science                                                                       | ACS Comb. Sci.                  | 1999–2020               | American Chemical Society                      | |
| Acta Chemica Scandinavica Ser. A und Ser. B                                                     | Acta Chem. Scand.               | 1947–1999               | Förlagsföreningen Acta Chemica Scandinavica    | - Journal of the Chemical Society, Dalton Transactions - Journal of the Chemical Society, Perkin Transactions 1 - Journal of the Chemical Society, Perkin Transactions 2                                    |
| Anales de Quimica                                                                               | An. Quim.                       | –1998                   |                                                | |
| Allgemeine und Praktische Chemie                                                                | Allg. Prakt. Chem.              | 1966–1973               |                                                | Österreichische Chemie Zeitschrift |
| Biochemische Zeitschrift                                                                        | Biochem. Z.                     | 1906–1966               |                                                | European Journal of Biochemistry |
| Biological Chemistry Hoppe-Seyler                                                               | Biol. Chem. Hoppe-Seyler        | 1985–1996               | de Gruyter                                     | Biological Chemistry |
| Bulletin de la Société Chimique de France                                                       | Bull. Soc. Chim. Fr.            | 1858–1997               | Société Chimique de France                     | European Journal of Organic Chemistry, European Journal of Inorganic Chemistry |
| Chemical Communications (London)                                                                |                                 | 1965–1968               | Chemical Society                               | Journal of the Chemical Society D: Chemical Communications |
| Chemiker-Zeitung                                                                                |                                 | 1877–1998               | Wiley-VCH                                      | Journal für praktische Chemie |
| Chemische Berichte                                                                              | Chem. Ber.                      | 1868–1997               | Wiley-VCH                                      | European Journal of Inorganic Chemistry |
| Chemisches Zentralblatt                                                                         |                                 | 1830–1969               |                                                | eingestellt |
| Chemistry in Britain                                                                            | Chem. Brit.                     | 1965–2003               | Royal Society of Chemistry                     | Chemistry World |
| Collection of Czechoslovak Chemical Communications                                              | Coll. Czech. Chem. Comm.        | 1929–2011               |                                                | ChemPlusChem |
| Contemporary Organic Synthesis                                                                  | Contemp. Org. Synth.            | 1994–1997               |                                                | |
| European Journal of Biochemistry                                                                | Eur. J. Biochem.                | 1967–2004               | John Wiley & Sons                              | FEBS Journal |
| Food and Cosmetics Toxicology                                                                   | Food Cosm. Toxicol.             | 1963–1980               | Elsevier                                       | Food and Chemical Toxicology |
| Formulary                                                                                       |                                 | 1995–2013               | Advanstar Communications                       | |
| Fresenius’ Zeitschrift für Analytische Chemie                                                   | Fres. J. Anal. Chem.            | 1861–2001               | Springer                                       | Analytical and Bioanalytical Chemistry |
| Gazzetta Chimica Italiana                                                                       | Gazz. Chim. Ital.               | 1871–1997               |                                                | European Journal of Organic Chemistry, European Journal of Inorganic Chemistry |
| Hoppe-Seyler's Zeitschrift für physiologische Chemie                                            | Hoppe Seylers Z. Physiol. Chem. | 1896–1985               |                                                | Biological Chemistry Hoppe-Seyler |
| Journal für praktische Chemie                                                                   | J. prakt. Chem.                 | 1828–2000               | Wiley-VCH                                      | Advanced Synthesis & Catalysis |
| Journal of Applied Chemistry                                                                    | J. Appl. Chem                   | 1951–1970               | Wiley-VCH                                      | Journal of Applied Chemistry and Biotechnology |
| Journal of Applied Chemistry and Biotechnology                                                  | J. Appl. Chem. Biotechn.        | 1971–1982               | Wiley-VCH                                      | Journal of Chemical Technology and Biotechnology |
| Journal of Environmental Monitoring                                                             | J. Environ. Monit.              | 1999–2012               | Royal Society of Chemistry                     | Environmental Science: Processes & Impacts |
| Journal of High Resolution Chromatography                                                       | J. High Resol. Chromat.         | 1978–2000               | Wiley-VCH                                      | Journal of Separation Science |
| Journal of Polymer Science A: Polymer Chemistry                                                 | J. Polym. Sci. A Polym. Chem.   | 1986–2019               | Wiley                                          | Journal of Polymer Science |
| Journal of Polymer Science B: Polymer Physics                                                   | J. Polym. Sci. B Polym. Phys.   | 1986–2019               | Wiley                                          | Journal of Polymer Science |
| Journal of the Chemical Society                                                                 | J. Chem. Soc.                   | 1862–1877 und 1926–1965 | Chemical Society                               | - Journal of the Chemical Society A: Inorganic, Physical, Theoretical - Journal of the Chemical Society B: Physical Organic - Journal of the Chemical Society C: Organic - Chemical Communications (London) |
| Journal of the Chemical Society, Chemical Communications                                        | J. Chem. Soc., Chem. Commun.    | 1972–1995               | Chemical Society                               | Chemical Communications |
| Journal of the Chemical Society, Dalton Transactions                                            | J. Chem. Soc., Dalton Trans.    | 1972–2002               | Chemical Society                               | Dalton Transactions |
| Journal of the Chemical Society A: Inorganic, Physical, Theoretical                             |                                 | 1966–1971               | Chemical Society                               | Journal of the Chemical Society, Dalton Transactions |
| Journal of the Chemical Society B: Physical Organic                                             |                                 | 1966–1971               | Chemical Society                               | - Journal of the Chemical Society, Faraday Transactions 1: Physical Chemistry in Condensed Phases - Journal of the Chemical Society, Faraday Transactions 2: Molecular and Chemical Physics                 |
| Journal of the Chemical Society C: Organic                                                      |                                 | 1966–1971               | Chemical Society                               | - Journal of the Chemical Society, Perkin Transactions 1 - Journal of the Chemical Society, Perkin Transactions 2                                                                                           |
| Journal of the Chemical Society D: Chemical Communications                                      |                                 | 1969–1971               | Chemical Society                               | Journal of the Chemical Society, Chemical Communications |
| Journal of the Chemical Society, Faraday Transactions 1: Physical Chemistry in Condensed Phases |                                 | 1972–1989               | Royal Society of Chemistry                     | Journal of the Chemical Society, Faraday Transactions |
| Journal of the Chemical Society, Faraday Transactions 2: Molecular and Chemical Physics         |                                 | 1972–1989               | Royal Society of Chemistry                     | Journal of the Chemical Society, Faraday Transactions |
| Journal of the Chemical Society, Faraday Transactions                                           |                                 | 1990–1998               | Royal Society of Chemistry                     | Physical Chemistry Chemical Physics |
| Journal of the Chemical Society, Perkin Transactions 1                                          | J. Chem. Soc., Perkin Trans. 1  | 1972–2002               | Chemical Society                               | Organic and Biomolecular Chemistry |
| Journal of the Chemical Society, Perkin Transactions 2                                          | J. Chem. Soc., Perkin Trans. 2  | 1972–2002               | Chemical Society                               | Organic and Biomolecular Chemistry |
| Journal of the Less Common Metals                                                               | J. Less Common Metals           | 1959–1991               | Elsevier                                       | Journal of Alloys and Compounds |
| Journal der russischen physikalisch-chemischen Gesellschaft                                     |                                 | 1869–1930               |                                                | Zeitschrift für Allgemeine Chemie, Zeitschrift für Experimentelle und Theoretische Physik |
| Justus Liebigs Annalen der Chemie                                                               | Liebigs Ann. Chem.              | 1832–1997               | Wiley-VCH                                      | European Journal of Organic Chemistry |
| Lloydia                                                                                         | Lloydia                         | 1938–1978               | American Chemical Society                      | Journal of Natural Products |
| Recueil des Travaux Chimiques des Pays-Bas                                                      | Rec. Trav. Chim. Pays-Bas       | 1882–1996               |                                                | - Liebigs Annalen/Recueil - Chemische Berichte/Recueil |
| Tetrahedron: Asymmetry                                                                          | Tetrahedron: Asymmetry          | 1990–2017               | Elsevier                                       | Tetrahedron, Tetrahedron Letters |
| The Journal of Physical Chemistry                                                               | J. Phys. Chem.                  | 1896–1998               | American Chemical Society                      | - The Journal of Physical Chemistry A - The Journal of Physical Chemistry B - The Journal of Physical Chemistry C                                                                                           |
| Zeitschrift für Chemie                                                                          | Z. Chem.                        | 1961–1990               | Wiley-VCH                                      | Angewandte Chemie |
| Zeitschrift für Chemie (1865–1871)                                                              | Z. Chem. Zeitschr. f. Chem.     | 1865–1871               | Quandt & Händel, Leipzig; Dieterich, Göttingen | |
| Zeitschrift für Chemie und Pharmacie                                                            |                                 | 1858–1864               |                                                | Zeitschrift für Chemie (1865–1871) |
| Zeitschrift für Lebensmittel-Untersuchung und -Forschung                                        | Z. Lebensm. Unters. Forsch.     | 1886–1999               |                                                | European Food Science and Technology |
| Zeitschrift für Physiologische Chemie                                                           | Z. Physiol. Chem.               | 1877–1895               |                                                | Hoppe-Seyler's Zeitschrift für physiologische Chemie |